# Jean-Marc Grob
 (avril 2024).
Jean-Marc Grob, né le 17 août 1947 à Bex, est un musicien et chef d'orchestre vaudois.

## Biographie
Né le 17 août 1947 à Bex, Jean-Marc Grob suit des études musicales (flûte et théorie) au Conservatoire de Lausanne, principalement dans la classe de flûte d'Édmond Defrancesco. Suivent trois ans de perfectionnement auprès d'André Jaunet à Zurich et de James Galway à Berlin.
Après avoir occupé pendant 18 mois un poste de flûtiste à l'orchestre de Bienne, Jean-Marc Grob joue régulièrement de la musique de chambre dans le cadre de l'Orfeo. En 1974, il se découvre un intérêt croissant pour la direction d’orchestre. En 1981, il fonde l'Orchestre des rencontres musicales dont il devient directeur musical et qui sera rebaptisé Sinfonietta de Lausanne en 1996. À la tête de cette formation, il dirige plus de 300 concerts avec des solistes de renom et entreprend plusieurs tournées en France, Allemagne, Italie, Grèce, au Canada et jusqu’en Chine. De nombreuses invitations au pupitre de différents orchestres en Suisse et à l’étranger lui permettront d’affirmer son art. Il quitte la Sinfonietta en 2012 pour prendre sa retraite. Il est l'initiateur du caf'conc' au Café Romand en 1978.
Avec le Sinfonietta, Jean-Marc Grob propose aux jeunes professionnels un « tremplin ». Le Sinfonietta collabore en effet avec la Haute École de musique de Lausanne pour la formation des musiciens d'orchestre en leur offrant des places de stage pendant un ou deux ans. Cela permet aux futurs diplômés d'acquérir une première expérience du métier de musicien d'orchestre et leur donne, en début de carrière, l'occasion d'apprendre le répertoire. Les effectifs de l'ensemble se renouvellent par conséquent régulièrement : en vingt-cinq ans, près de 1500 musiciens d'une moyenne d'âge de 25 à 26 ans se sont succédé pour offrir plus de 900 concerts et quelque 700 œuvres. 
En 1999, Jean-Marc Grob reçoit le Prix de l’Éveil attribué par la Fondation vaudoise pour la culture. Il vit actuellement à Lausanne.

## Sources
- 24 Heures, 2006/12/15, p. 13
- 24 Heures, 2008/11/10, p. 40
- 24 Heures, 2008/10/03, p. 36
- 24 Heures, 2011/09/26, p. 32
- 24 Heures, 2012/09/13, p. 24
- 24 Heures, 2012/10/01, p. 27